# 旗津区

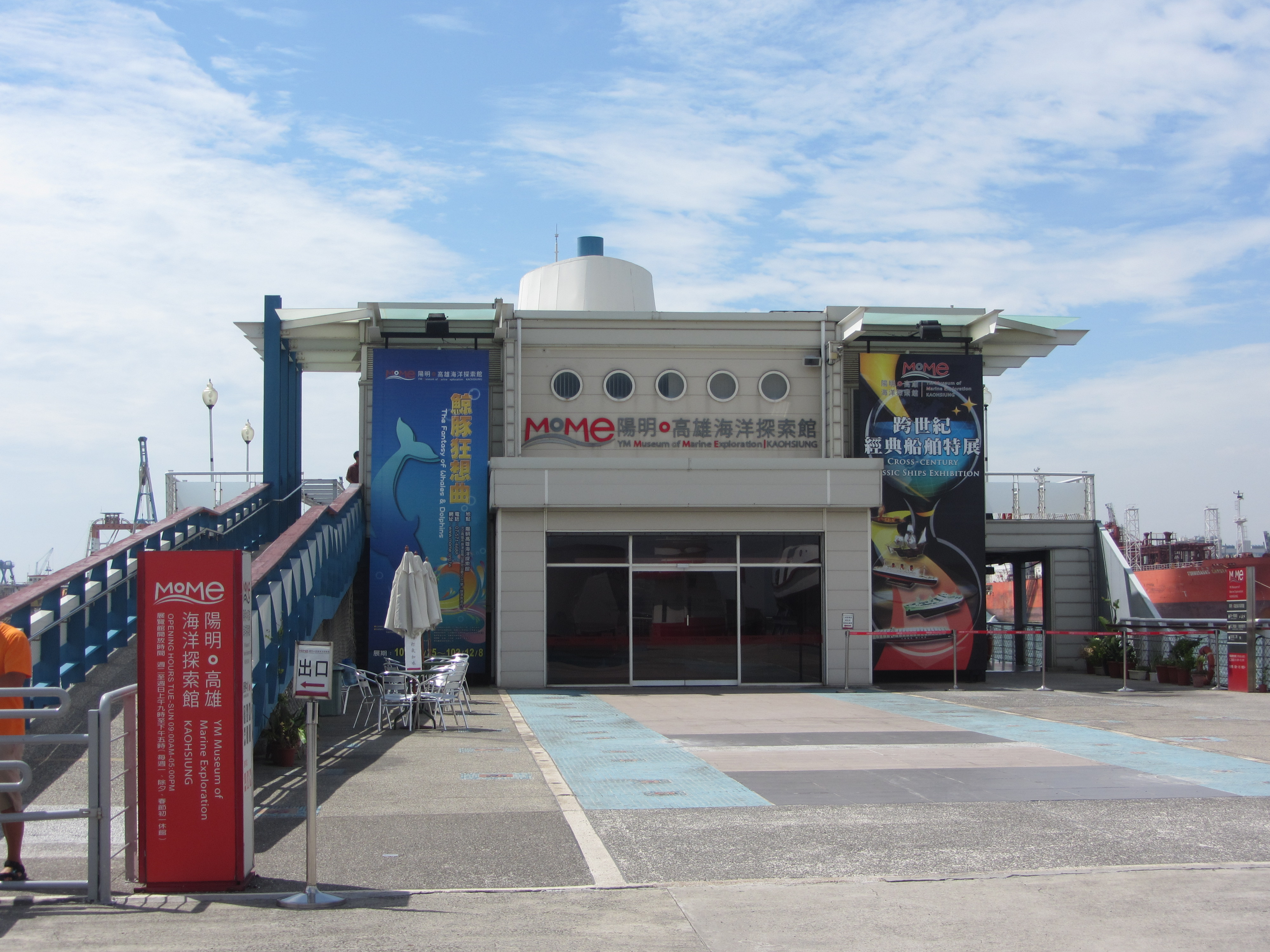
陽明高雄海洋探索館

旗津区（チージン/きしん/はたつ-く）は高雄市の市轄区。

## 地理
旗津区のあるエリアは旗津半島、旗津島と呼ばれる。高雄港と外洋の間にあり、港にとってはさながら防波堤のような形状をしている島である。高雄港から見て西方にあり長さ約11.3キロメートル、平均幅は約200メートルほど。半島と呼ばれることもあるのは、ここがかつては島ではなく半島であったためである。南側が陸続きであったものを、1975年に切り離し航路とした。対岸との往来は、北側はフェリー、南側は海底トンネルで確保されている。なお、この海底トンネルは台湾に唯一存在する海底トンネルである。
南沙諸島の太平島や東沙諸島の東沙島なども旗津区に属している。

## 歴史
旗津区は集落が旗山の後ろに位置していたことから、古くは旗後と称されていた。この地域は高雄港発祥の地であり、市内でも最も早くから開発が進んだ地域である。明末清初より多数の中国船が入港し、1860年にイギリスと北京条約が締結された後、旗後は正式に開港し、通商を開始した。1862年には清により旗後に税関が設けられ、下関条約により日本に割譲された後は、高雄で最初の学校として打狗公学校（現在の旗津国小）が設立されている。1909年には打狗区の区役所が設けられ、それは1920年に高雄街の移転するまで存続していた。
日本統治時代1925年、「旗鼓堂皇，津粱永固」にちなみ旗津と改名され、台湾の中華民国への編入後は高雄市政府により区名としてこの地名が継承された。1979年に高雄市が直轄市に昇格すると、旗津の行政範囲として東沙諸島及び南沙諸島が含まれることになった。

## 行政区画
| 里 |
| --- |
| 旗下里、永安里、振興里、慈愛里、復興里、中華里、実践里、北汕里、南汕里、上竹里、中洲里、安順里、中興里 |

## 歴代区長
| 区長名 | 在任期間                       | 備考 |
| ------ | ------------------------------ | ---- |
| 馬康博 | 1979年11月1日 - 1982年12月16日 |      |
| 郭英雄 | 1982年12月16日 - 1985年1月3日  |      |
| 荘順源 | 1985年1月3日 - 1987年2月5日    |      |
| 林振忠 | 1987年2月5日 - 1988年2月5日    |      |
| 張廷江 | 1988年2月5日 - 1991年4月1日    |      |
| 鍾秋雄 | 1991年4月1日 - 1996年1月16日   |      |
| 呉初雄 | 1996年1月16日 - 2001年1月16日  |      |
| 蔡栄松 | 2001年1月16日 - 2005年1月16日  |      |
| 謝家種 | 2005年3月8日 - 2007年2月16日   |      |
| 方聡士 | 2007年2月16日 - 2009年4月12日  |      |
| 駱邦吉 | 2009年4月13日 - 2011年4月14日  |      |
| 謝水福 | 2011年4月14日 -                |      |

## 交通
地域内を鉄道路線は通っていない。高雄市輪船で哈瑪星駅からほど近い鼓山輪渡站で旗津輪渡站行き、または高雄ライトレール凱旋中華駅あるいは夢時代駅から前鎮輪渡站経由で中洲輪渡站行きの航路、もしくは高雄捷運紅線草衙駅などからバスで海底トンネルを経由して移動が可能。
- 高雄市公車
  - 35A：前鎮站－小港高中－旗津海水浴場
  - 35B：前鎮站－旗津海水浴場
  - 紅9A旗津幹線：前鎮站－旗津輪渡站
  - 紅9B旗津幹線-假日區間：旗津海水浴場－海洋探索館
  - 紅9C旗津幹線-假日觀光：旗津海水浴場－旗津海岸公園
  - 東沙一號 (離島公車)
  - 南沙一號 (離島公車)
  - 南沙二號 (離島公車)
- 旗津輪渡站（往鼓山輪渡站）
- 中洲輪渡站（往前鎮輪渡站）
- 高雄港過港隧道 （往前鎮、小港）

## 教育
| 区分   | 数 | 名称                                                           |
| ------ | -- | -------------------------------------------------------------- |
| 大学   | 1  | 国立高雄科技大学旗津キャンパス                                 |
| 高職   | 0  | -                                                              |
| 高中   | 0  | -                                                              |
| 国中   | 3  | 高雄市立旗津国民中学                                           |
| 国小   | 3  | 高雄市立旗津国民小学 高雄市立大汕国民小学 高雄市立中洲国民小学 |
| 幼稚園 | -  | 未編集                                                         |

## 観光

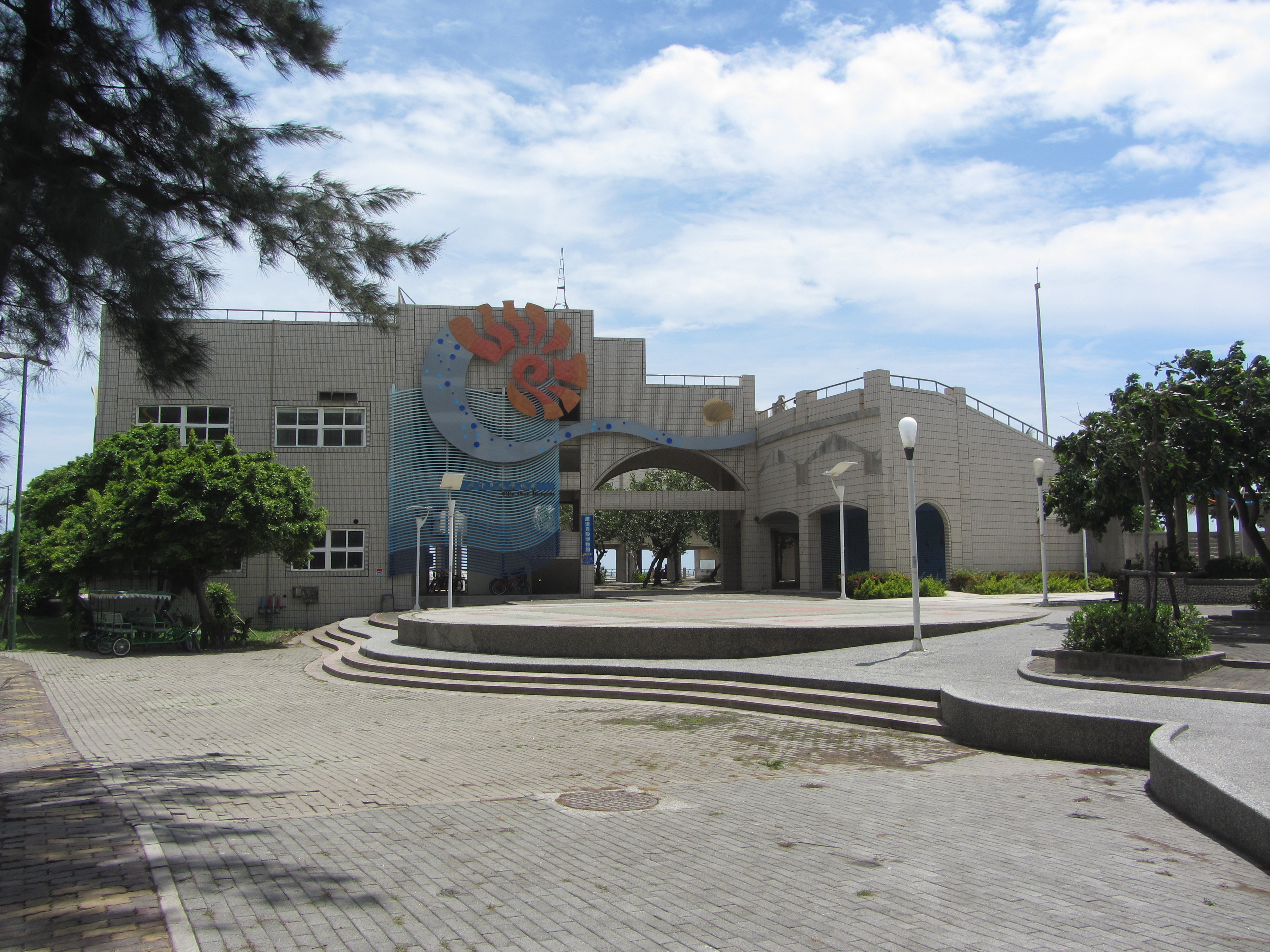
旗津貝殼博物館

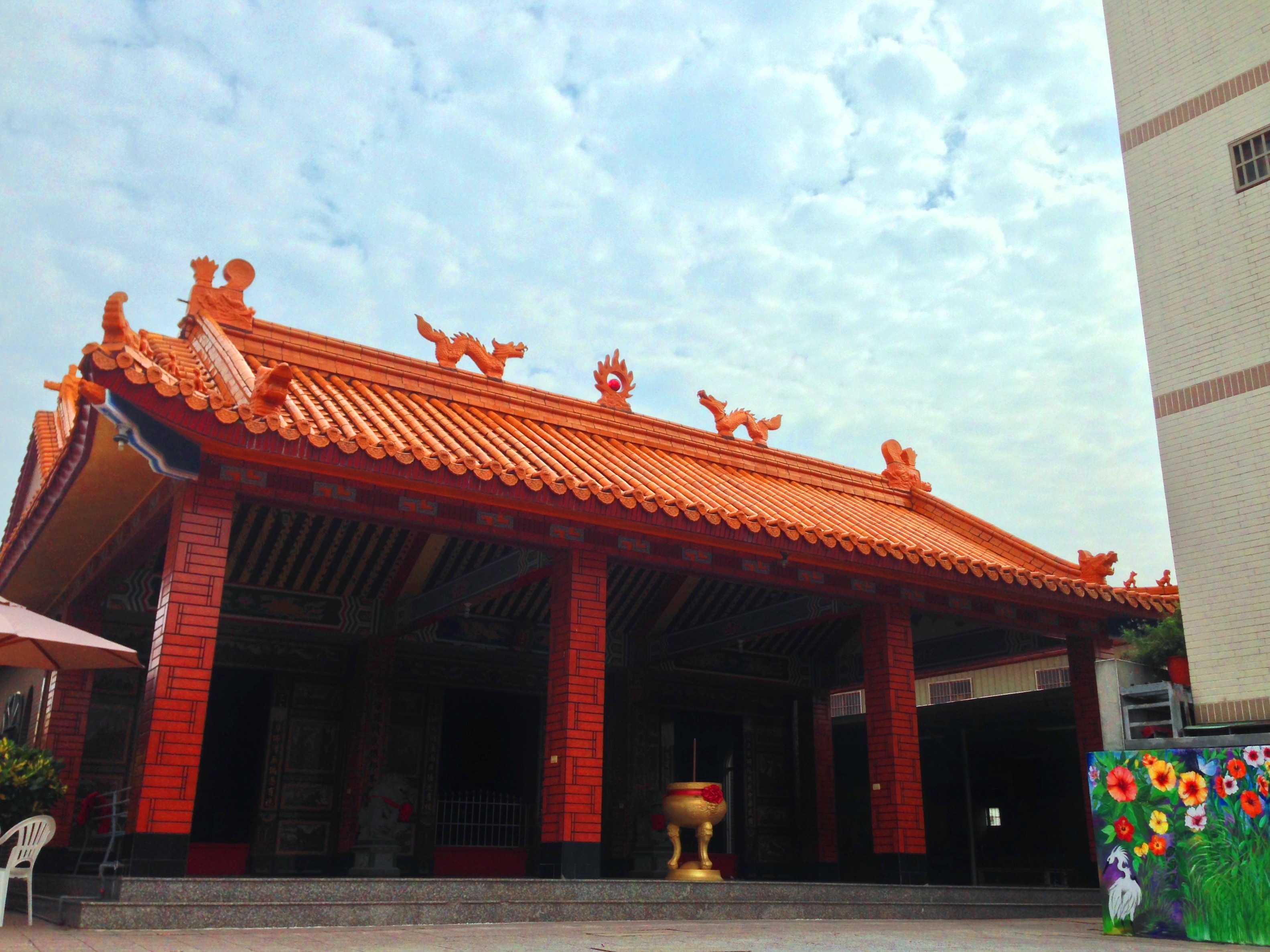
蔣公感恩堂

- 旗後山
- 北極紫菱殿
- 旗津天主堂
- 旗津広済宮
- 旗後天后宮
- 福寿宮
- 蔣公感恩堂
- 旗津漁港
- 陽明高雄海洋探索館
- 高雄市立旗津国民小学旧校舎
- 旗津風車公園
- 旗津海岸公園
- 旗後灯台
- 東沙環礁国家公園
- 労働女性記念公園
- 旗後砲台
- 太平島

## 姉妹都市・提携都市[7]
- 南さつま市（ 九州・沖縄地方 鹿児島県）
  - 2023年1月31日 友好交流都市提携